# Banque Zilkha
La Banque Zilkha S.A.L. est une ancienne banque libanaise privée.
Elle est créée en 1899 par la famille Zilkha.
Durant les années 1930, la banque acquiert la branche Anglo-Palestine Bank de Beyrouth et la Banque française de Syrie, et déménage son siège social au centre-ville de Beyrouth, rue Allenby. Au début des années 1950 la Banque Zilkha S.A.L. possède des branches en Syrie, en Égypte, et en Irak.
En 1958, la banque est vendue aux familles Bashi et Lawi, et devient la Société Bancaire du Liban S.A.L. 